# Honningfælde
En Honningfælde (engelsk honey trap) er betegnelsen for at benytte forførelse til at lokke en person i en form for fælde, særlig i forbindelse med kriminalitet eller spionage. 
Et velkendt oplæg er at en person som har adgang til sensitive oplysninger bliver lokket i et følelsesmæssig eller kompromitterende situation af en agent, hvorefter personen kan afpresses til at udlevere oplysninger eller påvirke sine kontakter til fordel for agentens dagsorden. Denne pression kan blandt andet udmøntes ved trusler om en falsk voldtægtsanmeldelse eller trusler om at offentliggøre billeder eller video af situationen til pågældendes pårørende. Det er påstået at Werna Gerhardsen skal være gået i en honningfælde under et besøg i Jerevan i Armenien, og at dette senere blev benyttet af en sovjetisk efterretningstjeneste. En variant er at et reelt kærlighedsforhold som senere bliver udnyttet ved at en eller begge parter i forholdet bliver afpresset. Et kendt eksempel fra Norge er Gunvor Galtung Haavik, som blev Norges mest kendte spion efter at have indledt et forhold til en russisk krigsfange.
Et andet kendt tilfælde er Mordechai Vanunu (en) som blev narret af en kvindelig israelsk agent til at rejse til Rom. I Rom blev han kidnappet af Mossad og ført til Israel, hvor han blev stillet for retten for forræderi og spionage, og dømt til 18 års fængsel.
I 2009 udsendte det britiske efterretningstjeneste MI5 et 14-siders dokument til hundredvis af britiske banker, virksomheder og finansielle institutter med titlen "Truslen fra kinesisk spionage". Dokumentet beskrev et vidtspændende kinesisk forsøg på at at afpresse vestlige forretningsfolk ved hjælp af seksuelle forhold. Dokumentet advarede især om at kinesiske efterretningstjenester forsøger at opbygge "længerevarende forhold" og var kendt for at have "udnyttet svagheder såsom seksuelle forhold til at presse personer til at samarbejde med sig."
I populærkultur er honningfælder kendt fra James Bond filmene og ikke mindst en episode i TV-serien Seinfeld, hvor George Costanza ender med at være lænket fast til en hotelseng, berøvet af en attraktiv og forførerisk kvinde som skuffet udbryder "Jeg har spildt hele morgenen med dig for kun otte dollar?"